# Нера (Италия)
Вижте пояснителната страница за други значения на Нера.
За едноименната река в Русия вижте Нера (Русия).
Нера (на италиански: Nera, древно име Нар) е река в Италия, която тече изцяло в територията на регион Умбрия. Нера е най-големият приток на Тибър, като се влива в него при град Орте.

## Течение
Началото ѝ поставят група обилни извори в планините Монти Сибилини, източно от град Фолиньо. До град Висо тече на северозапад, след което завива на югозапад. В средното си течение Нера минава през долината Валнерина - тесен пролом с отвесни стени, чието дъно не е по-широко от самата река. Там е изграден природен парк. След това навлиза в обширната равнина на град Терни и пресича райони с кватернерни езерни отлагания, запълнили някогашни плитки депресии. Следват нови дефилета в района на град Нарни - едно от най-красивите места в Умбрия. Нера се влива в Тибър на около 100 км от устието му. В този район са запазени следи от древно римско пристанище, което свидетелства за плавателния характер на Тибър. Стои и голям мост от времето на Октавиан Август.

## Притоци
Значителни притоци тя получава само от ляво: Корно (57 км), изтичаща от планините Терминило и Велино (90 км) - пълноводна река, чиито извори в масива Пицуто се считат за едни от най-мощните на Апенинския полуостров. Тя на свой ред също има два големи притока - Салто и Турано. След като преминава през красивия град Риети, Велино се влива в Нера при град Терни, образувайки преди това известния водопад Марморе, висок 160 м.

## Основни данни
Дължината на реката е 116 км. Водосборният басейн е 4280 кв. км, от които 800 кв. км се падат на Корно и 2340 на Велино. Нера тече в район с големи годишни валежи - 1100 мм и се очаква да е много пълноводна. Такива са и притоците ѝ, но тъй през повечето време минава през карстови райони, тя губи много от водата си в пукнатини в земята. При вливането си в Тибър има среден годишен отток 78 куб. м в секунда, който в най-сухото време спада до 62 куб. м, а при пълноводие достига 90.
Нера е бърза река и като цяло (поради планинския характер на местността) с голям наклон. До Висо наклонът е 250 ‰, а после спада до средно ниво от 10 - 12 ‰.

## Използване
Мощният отток на реката (най-вече при водопада Марморе) дава възможност за производство на електроенергия. Изградени са две ВЕЦ - Галето с мощност 113 600 kW и Монторо (24 400 kW).